# Apanteles agrus
Apanteles agrus är en stekelart som beskrevs av Nixon 1965. Apanteles agrus ingår i släktet Apanteles och familjen bracksteklar. Inga underarter finns listade i Catalogue of Life.